# Ветрењача у Оборњачи
Ветрењача у Оборњачи, насељеном месту на територији општине Ада, подигнута деведесетих година 19. века, представља непокретно културно добро као споменик културе.
Ветрењача је подигнута за породицу Габора Пастиана и била је у функцији до 1966. године, када је умро њен последњи власник Јожеф Пастиан. Према сећању овдашњих житеља, од тридесетих година ветрењачу су користили за млевење кукуруза, изузев за време Другог светског рата, када су наново млели житарице.

## Опис ветрењаче
Ветрењача је двоспратна привредна грађевина, кружне основе, карактеристичан за наше крајеве. Изграђена је од черпића, споља са облогом од опеке. Млин је био до 1967. године покривен шиндром, када је замењена лимом. Пошто је лим лоше постављен, зграда трпи због атмосферских падавина и рапидно пропада. Висина објекта је 11,5m, а пречник приземља је 9,5m. По типу, због димензија припада мањим ветрењачама. Дрвена кровна конструкција унутар таванског простора који служи за погон ветрењаче је јако истрошена. Састоји се од прстенастог дрвеног јастука по коме клизи кров и окреће се. Цео погонски део је у трошном стању, али је очуван због сталног подмазивање греде са тавана ради лакшег окретања. Прстенасти јастук је монтиран на врх зида ветрењаче, а везан је за 14 дрвених подметача који су уграђени у зид и постављени радијално на прстенасти јастук.
Унутрашњи механизам ветрењаче у време покретања поступка заштите био је у релативно добром стању, једино је мајка била сломљена, док је велико коло и тавански точак био у исправном стању. Ветрењача је радила са једним каменом, није имала преносни точак већ је коло са камењем директно било учвршћено на велико коло. Од камена је сачуван доњак. Нестала је направа за скидање камена као и кош за жито. У приземљу је био сачуван и сандук за брашно. Елисе са ветрењаче недостају, од крила је остао само један део, а сви остали делови за окретање као и кочење не постоје.
Године 1985. покренута је иницијатива за рестаурацију и ревитализацију објекта ветрењаче, а због недостатка средстава само делимично је урађена пројектна документација.